# Женщины у берега Рейна
«Женщины у берега Рейна» (нем. Frauen vor Flußlandschaft. Roman in Dialogen und Selbstgesprächen) — это последний роман Генриха Бёлля. Лауреат Нобелевской премии работал над рукописью в течение трех лет. Роман был опубликован в кёльнском издательстве Kiepenheuer & Witsch летом 1985 года, через месяц после его смерти. Ранее, 29 июля 1985 года, в новостном журнале «Der Spiegel» был напечатан отрывок под названием «Монолог сотрудника избирательной комиссии» (нем. Monolog eines Wahlhelfers).
Берега Рейна — это район вилл на Рейне между Бонном и Бад-Годесбергом. Женщины — это жёны и спутницы боннских политиков и их сторонников, банкиров. В то время как политики просто управляют, банкиры правят. Более того — министры управляют ими.
Бёлль выбрал этих женщин, «чтобы они стали носителями послания надежды». Драматизм этой прозы заключается в том, что эти женщины скорее умрут, чем будут ещё дольше терпеть вид «старых нацистов» в окружении своих супругов.

## Содержание
Цифры в заголовках обозначают главы.
Действие романа происходит в течение двух дней в 1984 году.
1, 2
Герман Вублер — юрист, партнёр крупного банкира Капспетера и секретарь Пауля Кундта. Отец Вублера был мелким почтовым служащим. Жена Германа Вублера, Эрика, ранее работала продавщицей обуви в «деревенском магазине», а в конце войны Эрика спрятала дезертира Германа Вублера от цепных псов. После женитьбы, на протяжении всей карьеры Вублера, Кундт преследовал Эрику, но она сумела его отвадить. Блаукремер же всегда предоставлял свою жену Элизабет, «красивую, благородную прусскую протестантскую девушку», в свободное распоряжение великого Кундта.
В качестве прислуги Вублеры наняли Катарину Рихтер, опытную официантку. Катарина также обслуживала столы в других виллах по соседству. Молодая безработная экономистка окончила школу, успешно училась и параллельно собиралась защитить докторскую диссертацию.
Эрика Вублер, родившаяся в 1920 году, любит Карла фон Крейля, родившегося в 1946 году, как сына. Герман Вублер влюблён в Еву Плинт, которая младше его на 30 лет.
3
Беспокойство приводит графа Генриха фон Крейля, «дворянина-католика с Нижнего Рейна и не нациста», в потрёпанный трейлер его сына Карла. Старик хочет, чтобы Карл переехал обратно на роскошную виллу. Но Карл, безработный адвокат, не соглашается. В своей безработице Карл винит только себя. Находясь на дипломатической службе в Южной Америке, он совершил «глупость», присвоил себе сумму денег «из дипломатического фонда». Он помог девушке бежать на Кубу, передал ей немного денег и тем самым спас ее «от пыток и смерти». Старого графа тревожит, что в третий раз драгоценный рояль, на котором, вероятно, играл Бетховен, был разобран и сложен как дрова — на этот раз в доме Капспетера. Отец подозревает, что в этом виноват его сын. Ведь Карл разрубил свой рояль топором семь лет назад, в тот день, когда его старого друга Конрада Флу случайно застрелили во время полицейской проверки. Жена ушла от него, Карл был депортирован в Рио-де-Жанейро, а Плуканский сделал карьеру Карла на родине в Германии.
Сын спешит успокоить отца. Он больше не посягает на чужую собственность. Тем не менее, старого графа не так-то легко успокоить. Потому что Карл мастерит для своего четырёхлетнего сына Генриха маленькую колыбельку и использует для этого винтики рояля. Хотя Карл всё еще женат на Еве Плинт — это Ева Мария Графиня фон Крейль — он любит Катарину Рихтер и у него есть ребенок от официантки. Граф Карл также несёт тяжёлое бремя. Когда ему было пять лет, его мать Марта фон Крейль утонула в реке Рейн.
Отец и сын обсуждают политические вопросы. Плуканский больше не может быть министром. Поляки покопались в его прошлом.
4, 5
Ева Плинт любит Эрнста Гробша, пролетария с лицом социолога. Гробш, охотник за нацистами, разыскивает ищейку Плониуса. Старый нацист легально перешёл в демократы. Дед Эрнста Гробша, рабочий-коммунист, был убит в Освенциме.
У Евы происходит что-то вроде конспиративной встречи с Вублером. Речь идет о ГДР, об информаторах, о некоем Бингерле, о дипломатах, нефти и оружии, о кубинцах. Туман сгущается. На людей навешивают ярлыки с номерами. Опасаются подслушивания. И в довершение всего говорят о людях, чьи имена нельзя произносить вслух. Ева позволяет Вублеру пригласить себя на пиво. Двое заговорщиков незаметно проникают в собственность молодого жителя Нью-Йорка Иеремии. Нефтяные шейхи хотят приобрести заброшенное поместье. Но Арглоз, худо-бедно живущий у родственников в Штатах, унаследовал его от предков, погибших в Треблинке, и никогда не откажется от памяти.
6
Эрнст Гробш, член немецкого Бундестага, является спичрайтером министра Ганса Гюнтера Плуканского. Гробш ненавидит этого некомпетентного наглеца. Но министр — мастер излагать чужие идеи и пользуется популярностью у избирателей. Поэтому Гробшу приходится держать лицо. Он скрывает своё превосходство и может остаться советником министра.
7
История самоубийства Элизабет Блаукремер. Муж запер её в «элегантной помеси санатория с шикарным отелем» Кульболлен. Там останавливались только надоевшие жены богатых господ. В Кульболлен гостьи ни в чём не нуждались. Руководство заботилось обо всём.
Причиной госпитализации Элизабет стало то, что женщина не переставая кричала, когда спустя добрых сорок лет наткнулась в центре Германии на ищейку Плониуса, бывшего генерала Вермахта Плича. Молодой, лихой генерал в свое время приказал отцу Элизабет — барону — в Бляйбнитце застрелиться перед лицом наступающих русских. Отец повиновался и даже убил перед этим ни в чем не повинных немецких детей. Юной баронессе Элизабет фон Бляйбнитц удалось бежать на запад, в центр Рейха. После остановки в советской оккупационной зоне и временного участия в ОГСД Элизабет по настоянию матери неохотно вернулась в Западную Германию. Там, в Гульсбольценхайме, она попалась буржуазному политику доктору Блаукремеру, мерзкому карьеристу и нацисту. Они никогда не любили друг друга. Он использовал её. Элизабет любила в своей жизни только одного мужчину — русского Дмитрия. Теперь она должна быть вылечена в Кульболлене.
8, 9
Пауль Кундт раздражен тем, что Фриц Блаукремер не отменил пышную вечеринку в честь его назначения на пост министра. В конце концов, Блаукремер был женат на Элизабет уже много лет, а Кундт любил Элизабет. Кундт не унимается и критикует церковное венчание Блаукремера с его второй женой Трудой. Кундт упрекает Блаукремера в его нацистском прошлом. Блаукремер оправдывается — он был очень молод и выполнял приказ. Тогда возникает следующая проблема. Появляется Швамм, великий князь денежной знати. Перед Шваммом трепещут даже те, кто порицает новоиспечённого министра Блаукремера. Блаукремер знакомит Швамма с Трудой.
На вечеринке присутствует еще один джентльмен с другой проблемой — крупный банкир Кренгель. Его единственная дочь Хильда не хочет идти по его стопам: «Лучше умереть в Никарагуа, чем жить здесь». Кренгель думает, что у него есть решение проблемы. Он просит Карла фон Крейля, который также присутствует на вечеринке, разобрать его драгоценный рояль в присутствии Хильды. К банкиру ещё не приходил мастер по разборке роялей. Карл вынужден отказать в просьбе, но готов за определенную плату взять на себя роль консультанта в этой операции.
10
Господин и госпожа Вублер упоминают о смерти министра Плуканского, но у них есть и другие заботы. Швамм подвергся нападению не только со стороны Катарины на вечеринке у Блаукремера, но и со стороны Карла. Следует опасаться акта мести со стороны Швамма. Поэтому Пауль Кундт просит Вублеров отдалиться от молодых людей. Вублеры отказываются, хотя они многим обязаны Кундту.
11
Генрих фон Крейль должен сменить Хойльбука — человека, который постоянно упоминается, но никогда не появляется — на посту правителя. «Демократический граф» собирает сочувствующую часть героев романа и организует небольшой референдум. Мнения разделились. Генрих соглашается с мнением сына - нет.
Бингерле, едущий со швейцарской границы, эпизодически бессмысленно появляется.
12
Капспетер поглотил банк Кренгеля. Кренгель становится сотрудником Капспетера и хочет последовать за Хильдой в Никарагуа, но остается в стране. Генрих фон Крейль носит с собой дорожную сумку, полную «слитков свинца». Как и его жена, он хочет «уйти в Рейн» и быстрее утонуть. Карл уговаривает отца не совершать самоубийство. Катарина, которая всегда хотела поехать на Кубу, остается в Германии. Её Куба здесь. Диссертация Катарины принята к защите.

## Цитаты
- «Политика — занятие тяжкое, грязное, необходимое и тошнотворное»[3].
- «Каждый кусок хлеба, который я ем, я отнимаю у кого-то неизвестного»[3].
- «…у денег нет сердца, они неуязвимы»[3].

## История
Бёлль ставит важные вопросы, связанные с нацистским прошлым, и читатель должен найти на них ответы. Например:
- Почему Марта фон Крейль «ушла» в Рейн в 1951 году, когда в ее доме появляется Эрфтлер-Блюм со своими дружками[3]?

Ответ — кажется, что название романа не совсем точно. Ведь в трёх из двенадцати глав, составляющих почти четверть романа, фигурируют только мужчины. Но именно в одной из таких глав, главе 3, где фигурируют только Генрих и Карл фон Крейль, и возникает вышеупомянутый вопрос. Ни Эрика Вублер, ни Генрих фон Крейль не отвечают на него в главе 10. Вопрос просто ставится еще раз. И тут же возникает еще больше вопросов. Кто такой Эрфтлер-Блюм? Что он сделал? Эрфтлер-Блюм — один из «персонажей» романа, который, как и Хойльбук (см. выше), постоянно упоминается, но никогда не появляется. Но когда Элизабет Блаукремер не может вынести вида генерала вермахта Плича, а Анна Кренгель, надевая золотые украшения, думает о «золотых коронках, вырванных у убитых» и боится душа, потому что видит газовые камеры, тогда становится понятным, почему Марта фон Крейль отправилась в Рейн. Таким образом, название романа попадает в точку. Ведь в третьей главе присутствует женщина. Призрак умершей Марты фон Крейль.

## Форма
На протяжении всего романа Бёлль используют сценическую форму повествования (диалог, монолог, ремарка), чтобы «устранить себя как … рассказчика». Жанры эпоса и драмы отвергаются. В результате Фолькер Шлёндорф переносит «роман» на сцену в 1988 году.
«Внешняя реальность превращается в игру теней». Множество людей, о которых постоянно говорят и о которых читатель узнает очень мало или вообще ничего не узнает, вызывают раздражение. В романе говорится о Бингерле. Читатель постоянно задается вопросом, о чем, собственно, идет речь.
Структура романа неровная, факты сюжета, за которыми читатель пытается уследить, удивительным образом представлены в совершенно неупорядоченной последовательности. Однако в результате получается ужасающая мозаика истории.

## Восприятие
- Аннемари Бёлль придумала название «Женщины у берега Рейна»[9].
- «Это грустная, горькая книга»[10].
- В произведении не было сюжета[11]: «Ничто не оформлено наглядно, всё красноречиво…[12]», «Это разговор по памяти[13]», и «в этом романе нет отчёта»[14].
- Читатель неоднократно сталкивается со словом «тошнотворно» во время чтения[15].
- «Это тень эпохи Аденауэра, тень Глобке, или Кизингера, или, в лучшем случае, Филбингера, которая падает на речной пейзаж Бёлля»[16].
- Роман представляет собой «картину скорби, гнева и колорита, в которой вновь появляются все любимые персонажи и жесты Генриха Бёлля»[17].
- Фалькенштейн[18] выделяет две стороны рецепции романа. Некоторые рецензенты осудили книгу, отвергли её как произведение автора с надломленной творческой силой. Но поскольку «основным настроением» в романе является «покорность», традиционное повествование стало фактически излишним, и остался только диалог или даже монолог.
- Осенью 1985 года Фриц Й. Раддатц не мог прийти в себя от «такого дилетантства великого рассказчика», но Марсель Райх-Раницки той же осенью не захотел осуждать произведение: «Было бы абсурдно оценивать последнюю работу Бёлля с литературно-критической строгостью»[19].
- Бёлль всю жизнь не мог примириться с травмой Второй мировой войны. Фридрихсмайер[20] свидетельствует о «твёрдом сердце» автора, но отмечает «заметную мягкость в этой поздней работе… точнее… новую открытость», когда обсуждает монолог Гробша (глава 6), сентиментальность этого «лармоянно-циничного» Гробша, человека пролетарского происхождения с лицом социолога, — не просто стилистический прием. Бёлль, находящийся при смерти, говорит так, как мы никогда не слышали его прежде.